# Alexandr Olegowitsch Korneljuk
Alexandr Olegowitsch Korneljuk (russisch Александр Олегович Корнелюк, engl. Transkription Aleksandr Kornelyuk; * 28. Juni 1950 in Baku) ist ein ehemaliger sowjetischer Sprinter.
Bei den Leichtathletik-Europameisterschaften 1971 in Helsinki wurde er Sechster über 100 m.
1972 gewann er bei den Leichtathletik-Halleneuropameisterschaften Silber über 50 m. Im selben Jahr wurde er bei den Olympischen Spielen in München Vierter über 100 m und gewann mit der sowjetischen Mannschaft Silber in der 4-mal-100-Meter-Staffel.
1974 holte er bei den Halleneuropameisterschaften Bronze über 60 m und wurde bei den Europameisterschaften in Rom Achter über 100 m.
1970 und 1973 wurde er sowjetischer Meister über 100 m, 1972 und 1973 sowjetischer Hallenmeister über 60 m. Bei den sowjetischen Landesmeisterschaften der 1970er Jahre war Korneljuk Hauptkonkurrent von Walerij Borsow.
Bei einer Körpergröße von 165 cm betrug sein Wettkampfgewicht 64 kg.

## Persönliche Bestzeiten
- 50 m (Halle): 5,80 s, 11. März 1972, Grenoble
- 60 m (Halle): 6,61 s, 9. März 1974, Göteborg; 6,4 s (handgestoppt), 29. Januar 1972, Moskau
- 100 m: 10,0 s, 10. Juli 1973, Moskau